# 구시하라촌
구시하라촌(일본어: 串原村)은 일본 기후현 에나군에 설치되었던 촌이다. 2004년 10월 25일에 주변 자치체와의 합병으로 자치체명으로서는 소멸하였다. 합병 후에는 에나시의 오아자로서 구시하라가 옛 촌역으로 설정되어 있다. 덧붙여 구 촌역의 우편 번호(509-78x)는 지구 마다 인계 설정되어 있다.

## 지리
기후 현의 남동단에 있으며 아이치 현에 접한다.마을 면적의 80% 이상을 산림이 차지한다

## 역사
에도 시대에는 이와무라 번령이였다.
- 1889년 7월 1일 - 정촌제 시행으로 구시하라촌이 성립하였다.
- 2004년 10월 25일 - 에나시, 에나군 이와무라정, 야마오카촌, 아케치정, 구시하라촌, 가미야하기정의 1시 4정 1촌이 합병해 <신> 에나시가 되었다.

## 참고 문헌
- 角川日本地名大辞典編纂委員会,『角川日本地名大辞典 21 岐阜県』1980, 角川書店